# Калешин Віталій Ігорович
Віталій Ігорович Калешин (рос. Виталий Игоревич Калешин, 3 жовтня 1980, Краснодар) — російський футболіст, що грав на позиції правого захисника.

## Кар'єра
По 4 сезони виступав за тольяттинську «Ладу» та «Кубань», де був капітаном. У самому початку січня 2008 року підписав чотирирічний контракт з «Москвою», де крім функцій флангового захисника використовувався і на позиції півзахисника. У лютому 2009 року на правах річної оренди з правом викупу перейшов в казанський «Рубін».
У грудні 2009 року був викуплений у «Москви» і підписав контракт з «Рубіном» за схемою «2+1».
2013 року перейшов до «Краснодара», за який протягом наступних чотирьох років провів 87 матчів російської Прем'єр-ліги, після чого завершив кар'єру.

## Досягнення

### Командні
- Чемпіон Росії (1):

«Рубін»: 2009
- Володар Кубка Росії (1):

«Рубін»: 2011–12
- Володар Суперкубка Росії (2):

«Рубін»: 2010, 2012
Друге місце в Першому дивізіоні Росії (вихід в Вищий дивізіон): (2)
- 2003, 2006 (обидва з ФК «Кубань»)

### Особисті
За підсумками сезонів 2006 і 2007 років за опитуваннями журналістів визнавався найкращим футболістом Краснодарського краю.

## Приватне життя
Син колишнього футболіста «Кубані» Ігоря Калешин і молодший брат Євгена Калешина.